# Birmingham (månekrater)
 For alternative betydninger, se Birmingham (flertydig). (Se også artikler, som begynder med Birmingham)
Birmingham er den tilbageværende rest af et nedslagskrater på Månen. Det befinder sig på Månens forside nær den nordlige rand og ses derfor fra Jorden under en lille vinkel, som giver perspektivisk forkortning. Krateret er opkaldt efter den irske astronom John Birmingham (1816 – 1884).
Navnet blev officielt tildelt af den Internationale Astronomiske Union (IAU) i 1935. 

## Omgivelser
Birminghamkrateret ligger lige nord for Mare Frigoris og øst for den bjergomgivne slette W. Bond. Mod nordøst ligger det mindre Epigeneskrater, og Fontenellekrateret ligger mod nordvest. 

## Karakteristika
Hvad der er tilbage af det oprindelige krater er en irregulær omkreds af lave, takkede højderygge, som omgiver et indre, som på et tidspunkt senere er blevet oversvømmet af lava. Den indre kraterbund indeholder adskillige småkratere, og overfladen er usædvanlig knudret af en bjergomgiven slette at være. Den lave belysningsvinkel giver mulighed for at se fine detaljer i dette klippefyldte område.

## Satellitkratere
De kratere, som kaldes satellitter, er små kratere beliggende i eller nær hovedkrateret. Deres dannelse er sædvanligvis sket uafhængigt af dette, men de får samme navn som hovedkrateret med tilføjelse af et stort bogstav. På kort over Månen er det en konvention at identificere dem ved at placere dette bogstav på den side af satellitkraterets midte, som ligger nærmest hovedkrateret. Birminghamkrateret har følgende satellitkratere:
| Birmingham | Længde  | Bredde  | Diameter |
| ---------- | ------- | ------- | -------- |
| B          | 63,6° N | 11,3° V | 8 km     |
| G          | 64,5° N | 10,2° V | 5 km     |
| H          | 64,4° N | 10,6° V | 7 km     |
| K          | 65,0° N | 13,1° V | 6 km     |

## Måneatlas
- Billeder af Birminghamkrateret i LPI-måneatlasset